# マリオテニス64
『マリオテニス64』（マリオテニスろくじゅうよん、Mario Tennis 64）は、2000年7月21日に任天堂から発売されたNINTENDO 64用ゲームソフト。同年8月28日にはアメリカ、同年11月3日にはヨーロッパで発売された。
マリオファミリーを操作してテニスをプレイできる、キャメロット制作のマリオテニスシリーズの第1作。4人参加によるダブルスも可能。マリオのテニスゲームとしては過去に『マリオズテニス』（バーチャルボーイ）が存在したが、キャメロット制作のマリオテニスシリーズは本作以降も継続してリリースされている。
バーチャルコンソールでも配信されているが、64GBパックの機能には対応していないため、後述する『マリオテニスGB』の連動キャラクターを使用することは出来ない。
2021年10月26日より配信された『NINTENDO 64 Nintendo Classics』にて、本作が初期ソフトの一つとして収録されている。

## システム
操作の主な使用は、3DスティックとA・Bボタンのみ。Aボタンは(トップスピン)。Bボタンは(スライススピン)。長押しや同時押しなど二つのボタンの組み合わせで、スマッシュ、ボレーなど、ショットを11種類に使い分けることが可能。
前年に発売された『マリオゴルフ64』とは異なり、操作キャラクターは全てマリオシリーズから出演しているが、本作からの新キャラクターとしてワルイージが初登場した。さらに、デイジー、キャサリン、ドンキーコングJr.など、長い間ゲーム作品に登場していなかったキャラも含まれており、公式サイトにはわざわざ過去の出演作品が表記されている。特にデイジーとキャサリンは本作での復活をきっかけに、後年のパーティ、スポーツ系などのマリオシリーズでは常連となった。

## 使用キャラ
- マリオ（オールラウンドタイプ）
- ルイージ（オールラウンドタイプ）
- ワリオ（パワータイプ）
- ワルイージ（テクニックタイプ）
- ピーチ（テクニックタイプ）
- デイジー（テクニックタイプ）
- ヨッシー（スピードタイプ）
- キャサリン（スピードタイプ）
- ドンキーコング（パワータイプ）
- クッパ（パワータイプ）
- キノピオ（テクニックタイプ）
- ベビィマリオ（スピードタイプ）
- パタパタ（トリッキータイプ）
- テレサ（トリッキータイプ）
- ドンキーコングJr.（隠しキャラ、パワータイプ）
- ヘイホー（隠しキャラ、テクニックタイプ）
- 他、『マリオテニスGB』との連動によりアレックス、ハリー、ニーナ、ケイトをゲストとして連れてくることが出来る。

## コート
- ハードコート
- クレイコート
- グラスコート
- カーペットコート

### 隠しコート
- マリオブラザーズコート
- ベビィマリオ&ヨッシーコート
- ワリオ&ワルイージコート
- ドンキーコングコート
- マリオ&ルイージコート
- キャサリン&ヨッシーコート
- パーフェクトコート - パックンチャレンジ専用

以下は特定の条件を満たしたマリオテニスGBとデータリンクする必要があるもの（性質上、NINTENDO64版のみ使用することができる）。
- スーパーマリオコート
- ヨッシーコート
- ピーチコート
- ワリオコート
- ワルイージコート
- クッパコート

### コートの背景
- Rainbow Castle - マリオブラザーズコート、スーパーマリオコート（BGMはFC用ソフト『スーパーマリオブラザーズ』のアレンジ）
- Peach's Castle - マリオ&ルイージコート、ピーチコート（BGMは64用ソフト『スーパーマリオ64』のピーチ城のアレンジ）
- Yoshi's Island - ベビィマリオ&ヨッシーコート、キャサリン&ヨッシーコート、ヨッシーコート（BGMは64用ソフト『ヨッシーストーリー』のアレンジ）
- DK Jungle - ドンキーコングコート（BGMはFC用ソフト『ドンキーコング』のタイトルBGMのアレンジ）
- Desert Ruins - ワリオ&ワルイージコート、ワリオコート、ワルイージコート（BGMはGBC専用ソフト『ワリオランド3 不思議なオルゴール』のアレンジ）
- Dark World - クッパコート（BGMは64用ソフト『スーパーマリオ64』のクッパ戦のアレンジでクッパステージと同一、GBC版ではこの背景だけ存在しないしBGMは存在）

## プレイモード

### エキシビション
通常の試合形式と同じ。

### トーナメント
ひとり用モード。トーナメント形式で試合を行う。シングルスとダブルスがあり、ダブルスのパートナーとなるキャラクターは自分が選んだキャラクターによって決まっている。尚、コンピューター同士の試合は自動消化される。

#### ダブルスのパートナー
パートナーになるキャラは以下の通り。
- マリオ：ルイージ
- ルイージ ：デイジー
- ワリオ：ワルイージ
- ワルイージ：パタパタ
- ピーチ：マリオ
- デイジー：キャサリン
- ヨッシー：ベビィマリオ
- キャサリン：ヨッシー
- ドンキーコング：キノピオ
- クッパ：テレサ
- キノピオ：ピーチ
- ベビィマリオ：ドンキーコング
- パタパタ：クッパ
- テレサ：ワリオ
- ドンキーコングJr.：ドンキーコング
- ヘイホー：クッパ

### リングショット
ひとり用
GAME
1ゲーム内でどれだけのリングをゲットできるかを競う。
TIME
制限時間内にどれだれのリングをゲットできるかを競う。
BOLL
決まったボール数の中でどれだけリングをゲットできるかを競う。
POINTS
時間と共にリングが大きくなっていく、リングが小さいときほどポイントが高い。制限時間内に何ポイント取れるかを競う。

ふたり以上
決まった数以上のリングをゲットすると勝利。

### クッパステージ
クッパ城にある、揺れる専用コートで試合をする。ネット上にアイテムボックスがありボールを当てることでアイテムを入手できる。アイテムの効果は以下の通り。
キノコ
一定時間、移動速度がUP。
緑コウラ
3つのコウラを放射状に発射する。
赤コウラ
敵を追いかけるコウラを1つ発射する。
バナナ
ボールと一緒にバナナの皮を打つ。バナナの皮はボールがバウンドするときに地面に張り付き、踏むとすべる。自分のコートでバウンドする前に打ち返すことができれば相手コートにバナナを送ることができる。
サンダー
自分以外の全プレイヤーに雷を落とす。
スター
一定時間、アイテムの効果が効かない。

### パックンチャレンジ
ひとり用モード。相手コートのエンドライン上にいる3体のパックンフラワーがボールを出してくるので、リターンできれば良い。ただし、相手コートには敵キャラがいて、打ち返されると失敗。50球中どれだけ成功できるかを競う。ちなみに相手キャラはトーナメントのパートナーとなるキャラとなっている。

### スペシャルゲーム
ショートゲーム
5ポイント先取の試合。
タイブレークゲーム
7ポイント先取の試合。
リングトーナメント
リングを用いたトーナメント。出場にはエントリーコードが必要。ルールとエントリーコードは大会毎に異なる。
バーチャルコンソール版では使用不可能。
デモプレイ
コンピューター同士の試合を観戦する。

## 開発

### キャラクター選定
マリオやルイージなど主役級のキャラクターは比較的早い段階で登場が決まったものの、『マリオゴルフ64』よりも人数が増えたため、キャラクターの選定に時間がかかってしまった。
選定に当たっては「ゲームを面白くするのにふさわしいか」「キャラクターの体格」が基準としてたてられた。例えば、飛行能力を持つキャラクターはクッパステージの傾きに左右されることなく自由に移動できるため、対戦バランスを保つ観点からテレサとパタパタが起用された。なお、ノコノコは線審として採用された。
後者の基準についてはゲームバランスに加え、キャラクターの身体の動きをプログラムでコントロールしていることも関連しており、バッタンのような板状のキャラクターでは不向きだった。
新キャラクターとしてワルイージが登場した。また、キャサリンやデイジーは任天堂からの提案により登場が決まった。

## 他機種版
| No. | タイトル                      | 発売日                                    | 対応機種                      | 開発元 | 発売元 | メディア     | 備考 |
| --- | ----------------------------- | ----------------------------------------- | ----------------------------- | ------ | ------ | ------------ | ---- |
| 1   | マリオテニス64                | 2010年6月18日 2010年6月28日 2010年8月31日 | Wii（バーチャルコンソール）   | 任天堂 | 任天堂 | ダウンロード |      |
| 2   | マリオテニス64                | 2015年7月9日 2015年12月17日 2016年7月20日 | Wii U（バーチャルコンソール） | 任天堂 | 任天堂 | ダウンロード |      |
| 3   | NINTENDO 64 Nintendo Classics | 2021年10月26日                            | Nintendo Switch               | 任天堂 | 任天堂 | ダウンロード |      |

Wii版
ワルイージの眼光が半透明に、クッパステージの溶岩やコートの色が暗くなっているといった改変が施されている。また、前述の通りリングトーナメントはWii版ではプレイできなくなっており、エントリーコードを入力してもプレイできない。
Wii U版
明度を下げる代わりに、エフェクト（ワルイージの眼光）やテクスチャ（コートの色）に手が加えられていない。また、リングトーナメントがオリジナル同様プレイできるようになっている。
NINTENDO 64 Nintendo Classics版
明度がオリジナル同様になり、クッパステージの溶岩やワルイージの眼光やコートの色がオリジナル同様に戻った。また、リングトーナメントがオリジナル同様プレイできるようになっている。